# 心かさねて
「心かさねて」（こころかさねて）は、2016年4月20日に発売された、市川由紀乃の通算26枚目のシングル。同年9月7日には、ジャケットとカップリングを変更した秋の感謝盤が発売された。

## 解説
- 前作「命咲かせて」と同じく、石原信一が作詞を、幸耕平が作曲をそれぞれ手掛けている。

- オリコンチャートでは自己最高位の19位を記録。演歌・歌謡シングルチャートでは、5作品連続で1位を獲得した。

## 収録曲

### 通常盤
1. 心かさねて (04:23)
作詞：石原信一／作曲：幸耕平／編曲：丸山雅仁
2. あなたの港 (04:09)
作詞：喜多條忠／作曲：山下俊輔／編曲：住友紀人
3. 心かさねて（オリジナル・カラオケ） (04:23)
4. 心かさねて（一般用カラオケ半音下げ） (04:23)
5. あなたの港（オリジナル・カラオケ） (04:07)

### 秋の感謝盤
1. 心かさねて (04:22)
作詞：石原信一／作曲：幸耕平／編曲：丸山雅仁
2. 命咲かせて (04:41)
作詞：石原信一／作曲：幸耕平／編曲：丸山雅仁
3. 桟橋時雨 (04:42)
作詞：木下龍太郎／作曲：岡千秋／編曲：前田俊明
4. 心かさねて（オリジナル・カラオケ） (04:22)
5. 心かさねて（ギター・バージョン） (04:07) ※市川由紀乃 with いちむじん名義。
作詞：石原信一／作曲：幸耕平／編曲：莉燦馮